# Bildershow-Programme
Mit Bildershow-Programmen, auch Diashow-Programme genannt, lassen sich Bilder mit Effekten, wie z. B. Überblendungen, Texten und Musik untermalen und dann auf eine DVD brennen. Das Ergebnis lässt sich dann am Fernsehgerät betrachten. Zwischen Bildershow-Programmen und Bildschirmschonern gibt es zahlreiche optische Ähnlichkeiten. Siehe dazu auch Präsentationsprogramme.

## Ablauf
Zuerst werden die Bilder im Programm geöffnet, danach werden sie thematisch oder anderweitig sortiert. Daraufhin können sie mit Effekten, Musik und Texten usw. ergänzt werden. Anschließend lassen sie sich auf ein Medium brennen. Das Ergebnis wird in ein beliebiges Videoformat gebrannt, wobei man sich nach seinem DVD-Brenner richten sollte. Berücksichtigen muss man außerdem noch, dass einige Programme nicht alle Dateiformate öffnen können. Hier werden die Dateien vorher in andere Formate konvertiert.

## Funktionen
- Überblendungen: Der Übergang von einem Bild zum anderen, lässt sich mit Hilfe von Überblendungen gestalten. Dabei gibt es zahlreiche Variationen. Die Übergänge lassen sich dabei zeitlich steuern.
- Texteffekte: es lassen sich Bilder beschriften, mit Anmerkungen versehen oder benennen, dabei lassen sich Texte mit Farben versehen, bestimmte Schriftarten verwenden oder z. B. 3D-Texteffekte verwenden.
- Bildbearbeitung: Manche Programme bieten eine Bildbearbeitung z. B. zur Helligkeit oder Kontrastanpassung an.
- Animationen: Texte oder Überblendungen lassen sich animieren.
- Musik: Bilder lassen sich mit einer Hintergrundmusik oder anderen Audioeffekten untermalen.
- Video: Videodateien können importiert und gezeigt werden.
- Brennen: Das fertige Ergebnis lässt sich auf CD oder DVD brennen und kann dann mit Hilfe eines DVD-Players am Fernsehen betrachtet werden. Sogar ein DVD-Menü, wie man es von Filmen kennt, lässt sich dabei gestalten.
- Export: Die Show lässt sich als Videodatei exportieren oder mit Hilfe eines selbstausführenden PC-Programmes (EXE) auf anderen Rechner wiedergeben.

## Bildershow-Software
- AquaSoft DiaShow
- Adobe Lightroom 5
- Bildershow professionell (GalleryMaker)
- CyberLink MediaShow
- Data Becker Maximum Fotoshow
- Diashow Pro, XL, ACX Diashow pro
- Highslide.com
- IrfanView (Freeware von Irfan Škiljan)
- m.objects (Software)
- Magix Fotostory
- Monoslideshow
- Movavi Slideshow Maker
- Nero: Auch mit der Brennsoftware Nero Burning ROM lässt sich eine Bildershow zusammenstellen.
- PicMaster
- ScreenAV
- SimpleViewer-Pro
- ScreenSplitterDiashow (Bluesercode)
- threecubes Fotoshow HD 2
- Web Diashow
- Wings Platinum
- Pictures to exe
- ProShow Producer